# Rajnil Chand
Rajnil Chand (Serua, 1 december 1984 - Navua, 1 januari 2022) was een Fijisch voetballer die bij voorkeur als middenvelder speelt.
Op 6 september 2008 in de thuiswedstrijd tegen Vanuatu maakte Chand zijn debuut voor het Fijisch voetbalelftal. Hij begon in de basis en hij speelde hele wedstrijd mee. De wedstrijd werd gewonnen met 2-0. Hij heeft twee wedstrijden gespeeld voor zijn nationale ploeg.
Chand beëindigde zijn voetbalcarrière in 2019.
Chand overleed op 1 januari 2022.

## Privé
Chand broers is ook een voetballer Vineet Chand en Monit Vikash Chand.